# Toronto Stock Exchange

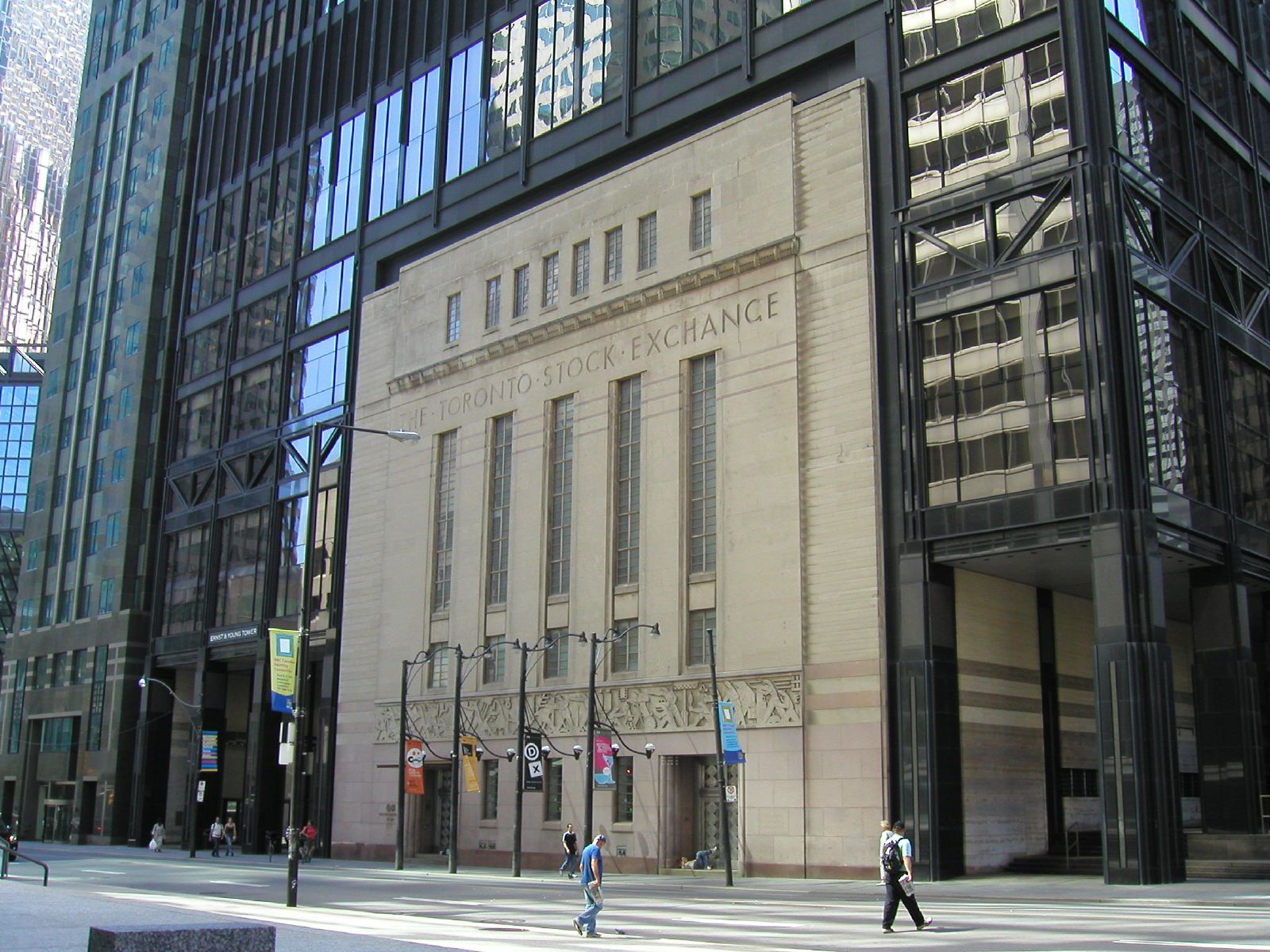
Förutvarande Toronto Stock Exchange (1937)

The Toronto Stock Exchange är den största börsen i Kanada, och den tredje största börsen efter NYSE och Nasdaq i Nordamerika. Börsen ägs av TMX Group (tidigare TSX Group). Den 9 inleddes förhandlingar om att slå samman TMX Group med London Stock Exchange, men efter att ledningen för TMX Group inte lyckats få två tredjedelar av aktieägarna att godkänna sammangåendet, avbröts förhandlingarna.
Det finns många bolag som är noterade på börsen, bland annat många bolag inom energisektorn; Cameco Corporation, Canadian Natural Resources Ltd, Canadian Oil Sands Trust, EnCana Corporation, Husky Energy Inc, Imperial Oil Ltd och Nexen Inc.